# Toute la ville accuse
Pour plus de détails, voir Fiche technique et Distribution.
Toute la ville accuse est le premier film de procès réalisé par Claude Boissol, sorti en 1956, avec le soutien et la participation de Jean Marais.
Un jeune écrivain débarque dans une petite ville. Il trouve devant chez lui des sacs remplis de billets de banque, et sans en connaître la provenance en fait un usage généreux. Il est alors pris pour un voleur, et en quelques heures toute la ville l'accuse.

## Synopsis
La veille de Noël, l’écrivain François Neyrac  (Jean Marais) arrive à Aubinas, une petite ville de province où il a acheté une modeste maison, assez délabrée, pour écrire au calme son prochain roman. Le soir, il tombe par hasard sur des enfants émerveillés devant une vitrine. Généreux, il répond à leur demande en leur offrant gâteau et jouet et se sauve vite car d’autres enfants espiègles sont aussi demandeurs et son rôle de Père Noël d’occasion à ses limites financières.
Le lendemain, il découvre tout étonné devant sa porte, un sac de toile rempli de billets de banque et de pièces de monnaie en grand nombre. Que faire ? Ce sont de vrais billets. Le jour suivant, un autre sac richement garni a été à nouveau déposé au même endroit. François, désemparé, vient consulter son notaire, Maître Aravitte (Albert Duvaleix) pour être conseillé. Celui-ci, dubitatif, ne le prend pas au sérieux, pensant que l’écrivain fait marcher son imagination de romancier et lui recommande de garder l’argent qu’il considère comme un don, à condition que ce ne soit pas de l’argent volé. François se lie d’amitié avec Catherine (Etchika Choureau), la fille du notaire mais n’ose pas lui révéler son secret qui l’angoisse. À la banque, Il ouvre un premier coffre pour mettre à l’abri les sacs, puis un second. Toujours incrédule, il se décide à dépenser d’abord pour lui et pour les enfants cet argent tombé du ciel et puis surtout pour le bien de tous. C’est l’époque des élections, il se rend dans les réunions politiques et note consciencieusement les promesses des candidats. Puis il propose au maire élu (Georges Lannes) de financer tous ses travaux d’utilité publique promis pendant la campagne électorale ainsi que ceux de l’opposition en devenant le mécène anonyme de la ville. Les premiers travaux de la très attendue « Cité des Sports » vont commencer. Duplantin (Noël Roquevert), l’adversaire battu aux élections, mène une enquête et révèle le nom du bienfaiteur pour en retirer tout le mérite au maire. La presse locale en fait un large écho et toute la ville est au courant de la générosité de François Neyrac, le bienfaiteur. Le gang local voulant aussi sa part, enlève François et leur chef (Michel Etcheverry) exige le partage du fric. Devant son refus, les trois gangsters lui tendent un piège, en provoquant une bagarre publique qui se termine par la fuite de François, qui arrêté, est pris pour un voleur. François ayant avoué la vérité au commissaire (Jacques Hilling), celui-ci, pour vérifier la version du prévenu, décide de surveiller sa maison durant la nuit afin de prendre sur le fait l’auteur clandestin des dépôts de sac. Mais cette fois, point de sac. François est inculpé, mis en prison et toute la ville accuse le mécène de malhonnêteté, sauf Catherine qui, malgré les conseils de prudence de son père, fait tout son possible pour l’aider.
Le jour du jugement, les arguments de défense de François sont faibles face à la gravité de son cas et le procureur va prononcer la sentence, lorsque le petit Jean-Marie vient à la barre pour innocenter son grand ami François, en dévoilant le secret des enfants. Ces derniers, en jouant sur un terrain vague en bordure de la ville, ont surpris deux bandits qui sortaient d’une cachette et dans laquelle se trouvait un véritable trésor. Les deux bandits s’étant tués dans un accident de voiture, les enfants espéraient pouvoir profiter de l’argent pour s’offrir des cadeaux et pour en donner aux vieilles personnes nécessiteuses. Mais, devant le refus des commerçants de leur vendre les objets par peur que ce soit de l’argent volé ou dérobé aux parents, les enfants décidèrent de récompenser François pour sa gentillesse et son bon cœur avec eux. Durant la déposition de l’enfant, les trois gangsters connaissant à présent le lieu de la planque du trésor, sortent discrètement de la salle du tribunal pour se rendre sur place. François qui a vu la scène, à la grande surprise de l’assistance, bondit de son siège et s’enfuit à la poursuite des individus en empruntant de force une camionnette. Au lieu-dit, il surprend les trois gangsters engageant avec eux une bagarre sans merci qui se termine bien pour lui avec l’arrivée à temps des renforts de police. François est sur le champ libéré et acquitté pour ses bienfaits enfin reconnus.
Le lendemain, François ayant décidé de quitter la ville, ouvre sa porte et découvre les enfants qui sont venus lui dire de rester. Catherine est aussi là. François, heureux, renonce au départ.

## Fiche technique
- Titre : Toute la ville accuse
- Réalisation : Claude Boissol
- Scénario : Claude Boissol, Georges Combret
- Photographie : Léonce-Henri Burel
- Montage : Louis Devaivre assisté de Madeleine Lagneau
- Musique : Paul Durand
- Son : Raymond Gauguier
- Décors : Robert Dumesnil
- Maquillage : Alexandre Marcus
- Producteur : Georges Combret
- Distributeur : Pathé Consortium
- Tournage : Studios de Neuilly
- Genre : Comédie
- Durée : 84 minutes
- Format : Noir et blanc
- Date de sortie : France, 23 mai 1956
- Affiche : Jean Mascii (France)

## Distribution
- Jean Marais : François Nérac
- Etchika Choureau : Catherine Aravitte
- Noël Roquevert : Duplantin
- François Patrice : Patrice Lourel
- Michel Etcheverry : Le chef des gangsters
- Georges Lannes : Le maire
- Albert Duvaleix : M. Aravitte - le notaire
- Jacques Hilling : le commissaire
- Claude Le Lorrain : Le jeune homme
- Charles Bouillaud : Pistard
- Henri Cogan : le premier gangster
- Alain Nobis : le second gangster
- Odette Barencey : Marie, la bonne
- Paulette Noizeux : Mme Duplantin
- Guy Mairesse : l'avocat général
- Marcel Pérès : l'homme sur le trottoir
- Raphaël Patorni : Président du Tribunal
- Robert Burnier
- Deva Dassy
- Louis Viret : le chauffeur
- René Berthier : le caissier
- Guy Piérauld : le vendeur de voitures
- Yvon Sarray (Ivon Sarret)
- Bernard Sarfati : Jean-Marie
- Pierre Cosson
- Jocelyne Bressy
- Anny Lorène
- Philippe Hany
- Françoise Annassimof
- Gaëtan Noël
- Germaine Delbat
- Julien Maffre

## Autour du film
Initialement baptisé Les Mille et un millions, c'est le premier film réalisé par Claude Boissol, ce qui peut expliquer ses quelques maladresses mais aussi sa fraîcheur et sa sensibilité. Jean Marais, qui prit un risque de tourner avec un réalisateur inconnu, domine l'ensemble du film où son rôle est essentiel. La caméra est d'ailleurs fixée sur lui durant de longues séquences muettes auxquelles il apporte vie et naturel. Un film sans grande prétention qui n'obtient pas une grosse audience.  
Le tournage se déroule du 7 novembre au 24 décembre 1955 à Pontoise (Val d'Oise) pour les extérieurs et à Versailles rue Hoche pour la séquence pâtisserie/magasin de jouets avec les enfants .
Box-office France 1956 : 1 601 527 spectateurs